# مارس (شهرستان کوشنارنکوفسکی، باشقیرستان)
مارس (انگلیسی: Mars, Kushnarenkovsky District, Republic of Bashkortostan) یک شهرک در شهرستان کوشنارنکوفسکی جمهوری باشقیرستان در کشور روسیه است.